# Jevgenyij Olegovics Adamov
Jevgenyij Olegovics Adamov (oroszul: Евгений Олегович Адамов; Moszkva, 1939. április 28. –) orosz politikus, a NIKIET atomfizikai központ vezetője, majd atomenergetikai miniszter.

## Élete
1998 márciusában vette át az orosz Atomenergetikai Minisztérium irányítását. Többek között Adamov felelt a nukleáris technológia eladásáért Iránnak és közben élesen bírálta az amerikaiakat. Harcot hirdetett a saját érdekeiket előtérbe helyező nukleáris óriáscégek ellen, sőt még a Nemzetközi Atomenergia-ügynökséget sem kímélte, mert szerinte amerikai nyomás alatt áll és elhanyagolja az atomenergia fejlesztését. 2001 tavaszán azonban Vlagyimir Putyin elnök leváltotta. Az alsóház korrupcióellenes bizottsága  nem nézte jó szemmel a miniszter off-shore cégérdekeltségeit, amelyek külföldön is terjeszkedtek. Az az ötlete sem szerzett neki hírnevet, amely azt célozta, hogy Szibériában tároljanak és dolgozzanak fel külföldi atomhulladékot. 2005-ben Svájcban őrizetbe vették, az Egyesült Államok nemzetközi körözésére hivatkozva. Az amerikaiak Adamovot 9 millió dollár elsikkasztásával gyanúsították, amit az orosz nukleáris berendezések biztonságosabbá tételére adtak. Moszkva, attól tartva, hogy a volt miniszter államtitkokat adhat ki – az Egyesült Államokban –, ezért ők maguk kérték kiadatását Svájctól. Hazájában különösen nagy értékben és bűnszövetkezetben elkövetett sikkasztás, valamint hivatali hatáskör túllépése miatt fogták perbe. Adamov elismerte, hogy saját bankszámláján helyezte el a pénzt. 2008. február 20-án öt és fél év börtönre ítélték, több mint 30 millió dollár értékű részvények bűnszövetkezetben elkövetett ellopása miatt.